# Limoges-Beaupuy (tổng)
Tổng Limoges-Beaupuy là một tổng của Pháp tọa lạc tại tỉnh Haute-Vienne trong vùng Nouvelle-Aquitaine của Pháp.

## Hành chính
| Giai đoạn | Ủy viên                        | Đảng | Tư cách                                                    |
| --------- | ------------------------------ | ---- | ---------------------------------------------------------- |
| 2001-2008 | Marie-Françoise Pérol-Của mont | PS   | Présidente của conseil général - Député de la Haute-Vienne |
| 2008-2014 | Marie-Françoise Pérol-Của mont | PS   | Député de la Haute-Vienne                                  |

## Phân chia đơn vị hành chính
| Xã      | Dân số      | Mã bưu chính | Mã insee |
| ------- | ----------- | ------------ | -------- |
| Limoges | 133 968 (1) | 87280        | 87085    |

(1) một phần của xã.